# Meurtres au Tylenol de Chicago
 (juin 2024).
La mise en forme du texte ne suit pas les recommandations de Wikipédia : il faut le « wikifier ».
Les points d'amélioration suivants sont les cas les plus fréquents. Le détail des points à revoir est peut-être précisé sur la page de discussion.
- Les titres sont pré-formatés par le logiciel. Ils ne sont ni en capitales, ni en gras.
- Le texte ne doit pas être écrit en capitales (les noms de famille non plus), ni en gras, ni en italique, ni en « petit »…
- Le gras n'est utilisé que pour surligner le titre de l'article dans l'introduction, une seule fois.
- L'italique est rarement utilisé : mots en langue étrangère, titres d'œuvres, noms de bateaux, etc.
- Les citations ne sont pas en italique mais en corps de texte normal. Elles sont entourées par des guillemets français : « et ».
- Les listes à puces sont à éviter, des paragraphes rédigés étant largement préférés. Les tableaux sont à réserver à la présentation de données structurées (résultats, etc.).
- Les appels de note de bas de page (petits chiffres en exposant, introduits par l'outil «  Source ») sont à placer entre la fin de phrase et le point final[comme ça].
- Les liens internes (vers d'autres articles de Wikipédia) sont à choisir avec parcimonie. Créez des liens vers des articles approfondissant le sujet. Les termes génériques sans rapport avec le sujet sont à éviter, ainsi que les répétitions de liens vers un même terme.
- Les liens externes sont à placer uniquement dans une section « Liens externes », à la fin de l'article. Ces liens sont à choisir avec parcimonie suivant les règles définies. Si un lien sert de source à l'article, son insertion dans le texte est à faire par les notes de bas de page.
- La présentation des références doit suivre les conventions bibliographiques. Il est recommandé d'utiliser les modèles {{Ouvrage}}, {{Chapitre}}, {{Article}}, {{Lien web}} et/ou {{Bibliographie}}. Le mode d'édition visuel peut mettre en forme automatiquement les références.
- Insérer une infobox (cadre d'informations à droite) n'est pas obligatoire pour parachever la mise en page.

Pour une aide détaillée, merci de consulter Aide:Wikification.
Si vous pensez que ces points ont été résolus, vous pouvez retirer ce bandeau et améliorer la mise en forme d'un autre article.
Les meurtres au Tylenol de Chicago ou affaire Tylenol sont une série de meurtres par empoisonnement commis en 1982 dans l'agglomération de Chicago aux États-Unis. Les victimes ont consommé des capsules d'acétaminophène de la marque Tylenol qui ont été mélangées à du cyanure de potassium. Sept personnes sont mortes lors des premiers empoisonnements, et plusieurs autres sont décédées par la suite lors d'une série de meurtre subséquents.
Aucun suspect n'a été inculpé ou condamné pour ces empoisonnements, mais James William Lewis, un habitant de New York, a été condamné pour extorsion pour avoir envoyé une lettre au fabricant du Tylenol, Johnson & Johnson, dans laquelle il assumait la responsabilité des décès et demandait un million de dollars pour y mettre fin. Ces incidents ont mené à des réformes de l'emballage des médicaments en vente libre et à des lois fédérales anti-altération. Les actions de Johnson & Johnson pour limiter le nombre de décès et informer le public des risques d'empoisonnement ont été saluées comme étant une partie intégrante d’une gestion de crise exemplaire en termes de relations publiques,.

## Décès et premiers efforts de sécurité publique
Le 28 septembre 1982, Mary Kellerman, 12 ans, a été hospitalisée après avoir consommé un comprimé de Tylenol extra-fort. Elle décédera le lendemain,. Le 29 septembre, six autres personnes ont consommé du Tylenol contaminé, dont Adam Janus (27 ans), Stanley Janus (25 ans) et Theresa Janus (20 ans), qui ont chacun pris du Tylenol provenant d'une seule bouteille,,. Toutes les six – les Janus, Mary McFarland (31 ans), Paula Prince (35 ans) et Mary Reiner (27 ans) – décèderont finalement après avoir consommé les pilules,,.
Invitée à enquêter sur la mort des Janus, l'infirmière Helen Jensen, la seule responsable de la santé publique d'Arlington Heights, s'est rendue chez les Janus et a découvert une bouteille de Tylenol accompagnée d'un reçu indiquant qu'elle avait été achetée le jour même,. Remarquant qu'il manquait six pilules, elle a remis le flacon à l'enquêteur Nick Pishos et a fait part de ses soupçons selon lesquels ce médicament était lié à la mort des Janus,. Pishos a appelé le Dr Edmund Donoghue, médecin légiste en chef adjoint du comté de Cook, qui, soupçonnant que le cyanure pourrait être le coupable, a demandé à Pishos de sentir la bouteille,. En sentant une odeur d'amande, Donoghue a demandé au toxicologue en chef du comté, Michael Schaffer, de tester les capsules. L'équipe de Schaffer déterminera que quatre des 44 capsules restantes dans le flacon des Janus contenaient près de trois fois la quantité mortelle de cyanure. Les autorités ont tenu une conférence de presse pour conseiller au public de ne pas prendre de Tylenol pour le moment.
Par chance, la bouteille de Tylenol utilisée par Kellerman a été inventoriée par les ambulanciers. Les enquêteurs ont remarqué que la bouteille Janus et la bouteille Kellerman provenaient du même lot : MC2880, et Johnson & Johnson a émis un rappel pour tous les Tylenol de ce lot,. Mais lorsque des flacons contaminés provenant d'autres lots ont été découverts (par exemple, les pilules en possession de Mary McFarland ont été attribuées aux lots 1910 MD et MB 2738), le rappel s'est étendu pour couvrir ces lots ainsi que tous les flacons de capsules extra-fortes (de n'importe quel lot) achetés dans la région de Chicago, ce qui en fait l'un des rappels pharmaceutiques les plus importants de l'histoire.
Une enquête multi-agences a révélé que les pilules falsifiées provenaient de divers magasins de la région de Chicago, y compris deux magasins Jewel Foods différents (un à Arlington Heights, un à Elk Grove Village ); un magasin Osco Drug (à Schaumburg ); un Walgreens et un Dominick's (tous deux à Chicago ); et un Frank's Finer Foods (à Winfield ),. Un flacon avait été acheté mais, en raison d'un parfum désagréable, n'avait pas encore été utilisé par Linda Morgan, épouse du juge Lewis V. Morgan,.
Dans un effort pour rassurer le public, Johnson & Johnson, le fabricant du Tylenol, a distribué des avertissements aux hôpitaux et aux distributeurs et a interrompu la production et la publicité du Tylenol. Après d'autres incidents, comme l'ajout de strychnine aux flacons de Tylenol en Californie, un rappel national de produits a été émis le 5 octobre 1982 ; on estime que 31 millions de flacons étaient en circulation, avec une valeur au détail de plus de 100 millions de dollars américains (l'équivalent de 316 millions de dollars américains en 2023). L'entreprise a également fait de la publicité dans les médias nationaux pour inciter les particuliers à ne consommer aucun de ses produits contenant de l'acétaminophène après avoir déterminé que seules ces capsules avaient été falsifiées. Johnson & Johnson a également proposé d'échanger toutes les pilules de Tylenol déjà achetées par le public contre des comprimés solides.
Les douanes aux aéroports en dehors des États-Unis procédaient même à un contrôle en demandant aux voyageurs s'ils avaient du Tylenol avec eux.

## Enquête policière
Les gélules contaminées ont été fabriquées dans deux endroits différents, en Pennsylvanie et au Texas, ce qui suggère que les gélules ont été altérées après que le produit ait été placé sur les étagères des magasins pour être vendu. L'hypothèse de la police était que quelqu'un avait retiré des flacons des étagères des magasins locaux de la région de Chicago, placé du cyanure de potassium dans certaines gélules, puis remis les emballages sur les étagères des magasins pour que des clients inconscients les achètent. Outre les cinq flacons ayant entraîné la mort des victimes, quelques autres flacons contaminées ont ensuite été découvertes dans la région de Chicago.
Au début de l'année 1983, à la demande du FBI, le chroniqueur du Chicago Tribune, Bob Greene, a publié l'adresse et l'emplacement de la tombe de la première et plus jeune victime, Mary Kellerman. L'histoire, écrite avec le consentement de la famille Kellerman, a été proposée par l'analyste criminel du FBI, John Douglas, sur la base de la théorie selon laquelle l'auteur pourrait visiter la maison ou la tombe s'il était informé de leur emplacement. Les deux sites ont été maintenus sous surveillance vidéo 24 heures sur 24 pendant plusieurs mois, mais le tueur n'a pas fait surface.
Une photo de surveillance de Paula Prince achetant du Tylenol altéré au cyanure dans le Walgreens, situé au 1601 North Wells Street à Chicago, a été publiée par le département de police de Chicago. La police pense qu'un homme barbu vu juste à côté de Prince pourrait être le tueur.

### Suspects
Au cours des premières enquêtes, un homme nommé James William Lewis a été accusé d'avoir envoyé une lettre à Johnson & Johnson exigeant un million de dollars pour mettre fin aux meurtres provoqués par le cyanure. Lors de son arrestation, Lewis a expliqué aux autorités comment la personne derrière les attaques aurait pu perpétrer les meurtres : en achetant du Tylenol, en ajoutant du cyanure aux flacons et en les remettant dans les rayons des magasins. Il a également été découvert que Lewis possédait un livre d'empoisonnement et, selon un document confidentiel des forces de l'ordre, ses empreintes digitales ont été découvertes sur des pages liées au cyanure. Lewis a nié être responsable des empoisonnements, mais il a admis avoir écrit la lettre, sur laquelle il a travaillé durant trois jours selon ces déclarations. Au cours du procès, ses avocats ont affirmé que Lewis « avait uniquement l'intention d'attirer l'attention des autorités sur l'ancien employeur de sa femme » Lewis a été reconnu coupable d'extorsion et condamné à 10 ans de prison,,. En 2007, les autorités ont déterminé que la lettre avait été posée le 1er octobre 1982, ce qui signifie que, si le délai de trois jours de Lewis était exact, il aurait commencé à travailler sur la lettre avant que l'affaire ne devienne publique. Confronté à cette information, Lewis a rétracté sa chronologie. Des documents judiciaires publiés début 2009 « montrent que les enquêteurs du ministère de la Justice ont conclu que Lewis était responsable des empoisonnements, malgré le fait qu'ils n'avaient pas suffisamment de preuves pour l'inculper ». En janvier 2010, Lewis et son épouse ont soumis des échantillons d'ADN et des empreintes digitales aux autorités Lewis a déclaré « si le FBI joue honnêtement, je n'ai rien à craindre ». Les échantillons ne correspondaient à aucun ADN récupéré sur les flacons. Lewis a continué de nier toute responsabilitée dans les empoisonnements,. Lewis est décédé le 9 juillet 2023, à l'âge de 76 ans.
La police a également enquêté sur un deuxième homme, Roger Arnold, un docker de Jewel-Osco à Melrose Park, qui a déclaré aux policiers qu'il possédait du cyanure de potassium. Le propriétaire du bar, Marty Sinclair, dont Arnold fréquentait l'établissement, a dénoncé Arnold à la police, affirmant qu'il avait mentionné le fait de tuer des gens avec une poudre blanche et qu'il était devenu de plus en plus erratique après la dissolution de son mariage. Arnold avait travaillé avec le père de Mary Reiner, une des victimes, dans un entrepôt, et la femme d'Arnold avait été soignée dans un hôpital en face du magasin dans lequel Reiner avait acheté ses pilules contenant du cyanure. Une copie du James Bond du pauvre homme, qui contenait des instructions sur la fabrication du cyanure de potassium, a été trouvée au domicile d'Arnold. Arnold a été arrêté à plusieurs reprises par la police, mais n'a jamais été inculpé. À l'été 1983, Arnold, prenant John Stanisha pour Sinclair, a abattu Stanisha, consultant en informatique et père de trois enfants, qui quittait un bar avec plusieurs amis. Arnold a été reconnu coupable du meurtre en janvier 1984 et condamné à une peine de 30 ans, mais restera seulement 15 ans en prison. Il a déclaré en 1996 depuis sa cellule : « J'ai tué un homme, une personne parfaitement innocente. J'avais le choix. J'aurais pu marcher. Loin. ». Il est décédé en juin 2008. En 2010, le corps d'Arnold a été exhumé (puis réenterré) afin que son fémur puisse être retiré pour des tests ADN. L'ADN d'Arnold ne correspondait pas aux échantillons découverts sur les bouteilles.

### Efforts d'enquête duXXIesiècle
En 2010, des échantillons d'ADN ont été prélevés sur Lewis et Arnold, dont le corps a été exhumé à cet effet, mais les ADN ne correspondaient pas aux échantillons d'ADN trouvés sur les flacons contaminés.

Les responsables de l'application des lois ont reçu un certain nombre de conseils liés à l'affaire coïncidant avec son 25e anniversaire. Dans une déclaration écrite, le FBI a expliqué :

« Cet examen a été motivé, en partie, par le récent 25e anniversaire de ces crimes et la publicité qui en a résulté. De plus, compte tenu des nombreux progrès récents en matière de technologie médico-légale, il était tout à fait naturel de réexaminer l’affaire et de récupérer des preuves. »

 Le 19 mai 2011, le FBI a demandé des échantillons d'ADN à « Unabomber » Ted Kaczynski en lien avec les meurtres de Tylenol. Kaczynski a nié avoir possédé du cyanure de potassium. Les quatre premiers crimes d'Unabomber se sont produits à Chicago et dans sa banlieue de 1978 à 1980, et les parents de Kaczynski avaient une maison en banlieue de Chicago, à Lombard, en 1982, où il séjournait occasionnellement.

## Conséquences

### Copieurs
Des centaines d’attaques contrefaites impliquant du Tylenol, d’autres médicaments en vente libre et d’autres produits ont également eu lieu aux États-Unis immédiatement après les décès de Chicago,.
Trois autres décès sont survenus en 1986 à cause des capsules de gélatine.
Diane Elsroth, 23 ans, est décédée à Yonkers, New York, après avoir ingéré des gélules de « Tylenol extra-fort » contenant du cyanure,.
Les gélules d'Excedrin dans l'État de Washington ont été falsifiées, entraînant la mort de Susan Snow et Bruce Nickell par empoisonnement au cyanure et l'éventuelle arrestation et condamnation de l'épouse de Bruce Nickell, Stella Nickell, pour ses actions intentionnelles dans les crimes liés aux deux meurtres.
La même année, Encaprin, un autre médicament du fabricant Procter & Gamble a été rappelé après un canular à Chicago et à Détroit, entraînant une chute précipitée des ventes et un retrait de l'analgésique du marché.
En 1991, dans l'État de Washington, Kathleen Daneker et Stanley McWhorter ont été tués par deux boîtes de Sudafed contaminées au cyanure, et Jennifer Meling est tombée dans le coma à la suite d'un empoisonnement similaire, mais s'est rétablie peu de temps après. Le mari de Jennifer, Joseph Meling, a été reconnu coupable de nombreuses accusations par un tribunal fédéral de Seattle concernant la mort de Daneker et McWhorter et la tentative de meurtre de sa femme. Celle-ci était régulièrement battue par son mari. Meling a été condamné à la réclusion à perpétuité et perdra son appel,.
En 1986, Kenneth Faries, étudiant à l'Université du Texas, a été retrouvé mort dans son appartement après avoir succombé à un empoisonnement au cyanure. Il a été déterminé que des gélules d'Anacin falsifiées étaient la source de l'empoisonnement. Sa mort fut considérée comme un homicide le 30 mai 1986. Le 19 juin 1986, l'AP a rapporté que le médecin légiste du comté de Travis avait jugé sa mort comme un suicide probable. Travaillant dans un laboratoire, la FDA déterminera qu'il avait obtenu le poison sur son lieu de travail.

### Réponse de Johnson & Johnson
Johnson & Johnson a reçu une couverture positive pour sa gestion de la crise ; par exemple, un article du Washington Post disait : « Johnson & Johnson a démontré efficacement comment une grande entreprise devrait gérer une catastrophe ». L'article indiquait en outre qu'« il ne s'agissait pas d'un accident à Three Mile Island dans lequel la réponse de l'entreprise avait causé plus de dégâts que l'incident initial », et félicitait l'entreprise pour son honnêteté envers le public. En plus d'émettre le rappel, la société a établi des relations avec le département de police de Chicago, le FBI et la Food and Drug Administration. De cette façon, il pourrait participer à la recherche de la personne qui a lacé les gélules et contribuer à empêcher toute nouvelle falsification. Alors qu'au moment de la crise, la part de marché de l'entreprise s'est effondrée de 35 % à 8 %, elle a rebondi en moins d'un an, une décision attribuée à la réaction rapide et agressive de l'entreprise. En novembre, elle a réintroduit les gélules dans un nouvel emballage triplement scellé, associé à de fortes promotions de prix. En quelques années, le Tylenol a regagné la plus grande part de marché des analgésiques en vente libre aux États-Unis.
Après le rappel, McNeil Laboratories, filiale de Johnson & Johnson, a soumis une réclamation à sa compagnie d'assurance, Affiliated FM Insurance, pour les frais de réalisation du rappel, une réclamation rejetée par la suite. Un procès a déterminé que McNeil Laboratories n'était finalement pas couvert car la société mère Johnson & Johnson avait choisi de ne pas souscrire une assurance rappel plus coûteuse. McNeil a de nouveau intenté une action en justice, affirmant en outre que les termes de sa police d'assurance responsabilité civile excédentaire couvraient le rappel et les dépenses liées au rappel. Le tribunal saisi de cette affaire a rejeté une action en responsabilité, déclarant que le rappel « n'était pas causé par la responsabilité dans les sept décès ; il était au mieux simplement lié aux sept décès dans la mesure où ils servaient à informer le plaignant que le Tylenol restant sur le marché était potentiellement dangereux. ».
En 1991, Johnson & Johnson a accepté de régler, pour un montant non divulgué, toutes les poursuites intentées contre elle pour les décès initiaux dans la région de Chicago. Robert Kniffin, porte-parole de Johnson & Johnson, a déclaré que « bien que nous n'aurions jamais pu anticiper une falsification criminelle de notre produit ou l'empêcher, nous voulions faire quelque chose pour les familles et enfin laisser cet événement tragique derrière nous ».
La réponse à la gestion de crise, enseignée aujourd'hui comme modèle de relations publiques d'entreprise, est principalement attribuée au responsable des relations publiques Harold Burson.

### Changements pharmaceutiques
L'incident de 1982 a incité les industries pharmaceutique, alimentaire et des produits de consommation à développer des emballages inviolables, tels que des scellés par induction et des méthodes de contrôle qualité améliorées. De plus, la falsification de produits est devenue un crime fédéral. Les nouvelles lois ont abouti à la condamnation de Stella Nickell dans l'affaire de falsification d'Excedrin, pour laquelle elle a été condamnée à 90 ans de prison.
De plus, l'incident a incité l'industrie pharmaceutique à abandonner les gélules, trop faciles à contaminer par une substance étrangère qui pouvait être placée à l'intérieur sans signes évidents de falsification. Au cours de l’année, la FDA a introduit des réglementations plus strictes pour éviter la falsification des produits. Cela a conduit au remplacement éventuel de la gélule par le « caplet » solide, un comprimé sous la forme d'une capsule, comme forme d'administration de médicaments et à l'ajout de scellés de sécurité inviolables sur les flacons de toutes sortes.

### Halloween de 1982
Bien que les bonbons empoisonnés distribués pour Halloween soient rares, l'incident du Tylenol, qui s'est produit en octobre 1982, a suscité de nouvelles craintes. Certaines communautés ont découragé la distribution de bonbons pour Halloween, et les épiceries américaines signalèrent une baisse des ventes de 20%.

## Documentaire et livres

### Documentaire
En 2025, un documentaire sur les meurtres au Tylenol est sorti sur Netflix Cold Case : Les meurtres au Tylenol.

### Livre
TYLENOL MAN: A 30-Year Quest to Close the Tylenol Murders Case est un livre écrit par Scott bartz qui parle des meurtres au Tylenol.

## Lectures complémentaires
- Bergmann, Joy (2 novembre 2000). "Une pilule amère – Quelqu'un a tué sept personnes en mettant du cyanure dans des capsules de Tylenol – Lorsque James Lewis a été arrêté pour avoir écrit une lettre d'extorsion, les procureurs ont semblé cesser de rechercher le tueur – Près de 20 ans plus tard, personne n'a été reconnu coupable de meurtres" . Lecteur de Chicago. Récupéré le 19 mai 2011.
- Mikkelson, Barbara & David P.
- Salomon, Michael (13 juillet 2022). "Pilule de poison" . Moyen . Récupéré le 14 juillet 2022.